# Langau
Langau är en ort och kommun  i Österrike. Den ligger i distriktet Horn i förbundslandet Niederösterreich, 80 km nordväst om huvudstaden Wien. I norr gränsar kommunen till Tjeckien. 
Kommunen består av två orter (Ortschaften) (inom parentes invånarantal 1 januari 2024):
- Hessendorf (41)
- Langau (649)